# Aristide Rinaldini
Aristide Rinaldini, italijanski rimskokatoliški duhovnik, škof in kardinal, * 5. februar 1844, Montefalco, † 11. februar 1920, Rim.

## Življenjepis
6. junija 1868 je prejel duhovniško posvečenje.
14. avgusta 1896 je bil imenovan za naslovnega nadškofa evropske Herakleje in za apostolskega nuncija v Belgiji; 30. avgusta istega leta je prejel škofovsko posvečenje.
28. decembra 1899 je postal apostolski nuncij v Španiji in leta 1907 uradnik v Rimski kuriji.
15. aprila 1907 je bil povzdignjen v kardinala in imenovan za kardinal-duhovnika S. Pancrazio.
Leta 1914 je sodeloval na konklavah za izvolitev novega papeža.